# Liga Maipuense de Fútbol
La Liga Maipuense de fútbol es una "liga regional de fútbol" de la Provincia de Buenos Aires en la República Argentina. Tiene su sede en la avenida La Plata n.º 550 de la ciudad de cabecera del Partido homónimo. La liga fue fundada en 1932. En 2009 Regatas Mar Chiquita jugó por representación del grupo de amigos "Sanjo".
Su jurisdicción comprende a los partidos de Maipú, Dolores y Ciudades como Las Armas, General Guido, Labarden y Conesa

## Historia
San Lorenzo, Ferroviario e Independiente en 1932, constituyeron la Liga Maipuense de Fútbol, cuyo primer presidente fue Pedro Bordarampé. El primer partido de primera división, se jugó el 4 de septiembre de 1932 y Ferroviario batió a San Lorenzo por 3 a 2. Independiente se coronó campeón de la categoría ya que en la última fecha disputada el 17 de octubre de 1932 le ganó a San Lorenzo por 3 a 1.

## Clubes registrados
| Club                           | Ciudad        | Partido          |
| ------------------------------ | ------------- | ---------------- |
| Atlético Jorge Newbery         | Maipú         | Maipú            |
| Social y Deportivo Unión       | Maipú         | Maipú            |
| Otamendi Fútbol Club           | Maipú         | Maipú            |
| Centro Recreativo Cultura      | General Guido | General Guido    |
| Parque de Deportes Labardén    | Labardén      | General Guido    |
| Club Atlético Independiente    | Dolores       | Dolores          |
| Independiente Football Club    | Castelli      | Castelli         |
| Ever ready                     | Dolores       | Dolores          |
| Club Dolores                   | Dolores       | Dolores          |
| Club Sarmiento                 | Dolores       | Dolores          |
| Club Deportivo Castelli        | Castelli      | Castelli         |
| Club Social Deportivo Tordillo | Conesa        | Tordillo         |
| Club Ferro de Dolores          | Dolores       | Dolores          |
| Club Las Armas                 | Las Armas     | Maipú            |
| Club Independiente Maipú       | Maipú         | Partido de Maipú |